# Церква Покрови Пресвятої Богородиці (Липове)
Церква Покрови Пресвятої Богородиці — втрачена церква, яка була у селі Липове Глобинського району Полтавської області.

## Історія

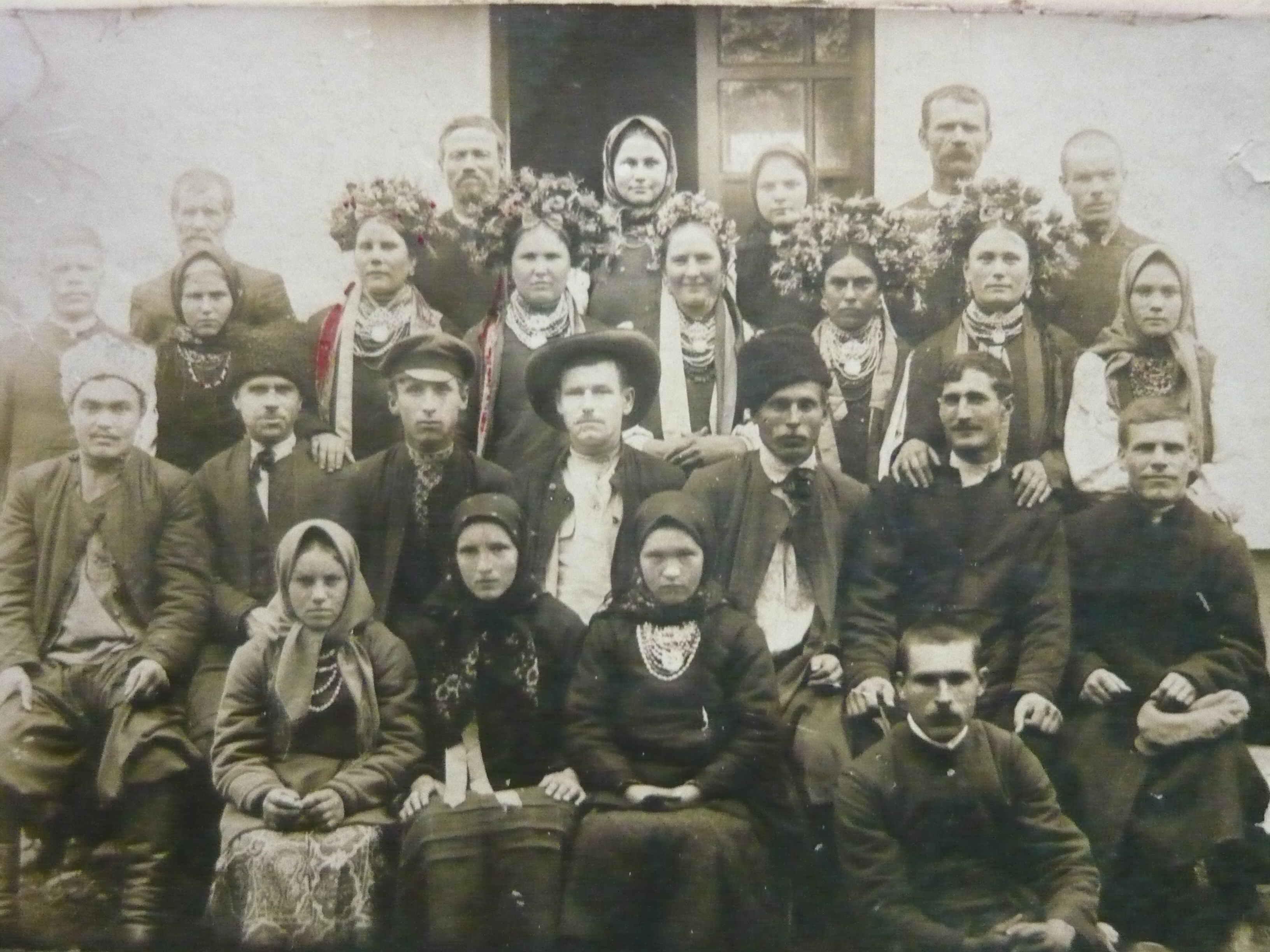
Церковних хор Покровської церкви біля входу до храму. 14 жовтня 1921 року. Фото з приватного архіву Пономаренка П. Я. (1929-2017).

Покровську церкву у селі Липове було закладено 1855 року коштом Григорія Галагана та Параскеви Ріґельман. Освячена 1 жовтня 1855 року. Церква будувалася із цегли. У церкві розміщувалося помешкання священика. Воно було з'єднане із дзвіницею. Складалося воно із 4-ох кімнат у 25 кубічних сажень. Станом на 1912 рік священиком був Іоан Васильович Голуб. У приміщенні церкви також розміщувалися дві кімнати, у яких мешкали псаломники.
8 березня 1875 року було звільнено "по болєзнєності єго" священника Івана Торського з "прєдоставлєнієм права просіть сєбє пєнсіі в установлєнном порядкє, єслі в служебной дєятєльності єго не встрєтятся к тому пріпятсвія, за тєм второє священницкоє место в Липовом можна било би закрить, но так как к Липовской церкві состоіт пріпісаная Христорождєствєнская церковь с. Галицкого с пріходом в 455 душ на четирьохвєрстном растояніі неудобного путі, то место єво астайотця вакантним вплоть до усматрєнія".  
21 грудня 1881 року був нагороджений набедреником священник Іван Кривусьов, "по внєманію єго ноднократной, постоянно-усєрдной і полєзной служби".  
6 березня 1891 року псаломщик Покровської церкви Андрон Торський був тимчасово звільнений з посади, "пока смирится и научится хорошо читать", того ж дня син священника Симеон Базилевський був поставлений на посаду другого псаломника.  
17 лютого 1897 року Іван Торський був підвищений до посади першого псаломника.   
6 листопада 1903 року священник Андрій Кущинський був нагороджений оксамитовими фіолетовими скуфіями.     
Будівля церкви розміщувалася у центрі села на пагорбі, де нині розміщено стадіон.